# Estación de Támega
Nota: no confundir con la Línea del Támega, también en Portugal.
La Estación Ferroviaria de Támega es una plataforma ferroviaria desactivada de la Línea del Corgo, que servía a la localidad de Curalha, en el ayuntamiento de Chaves, en Portugal.

## Historia

### Planificación e inauguración
El tramo entre Vidago y Tâmega entró en servicio el 20 de junio de 1919, siendo el tramo siguiente de la Línea del Corgo, hasta Chaves, inaugurado el 28 de agosto de 1921.

### Cierre
El tramo entre Chaves y Vila Real fue cerrado en 1990.